# Sever-2

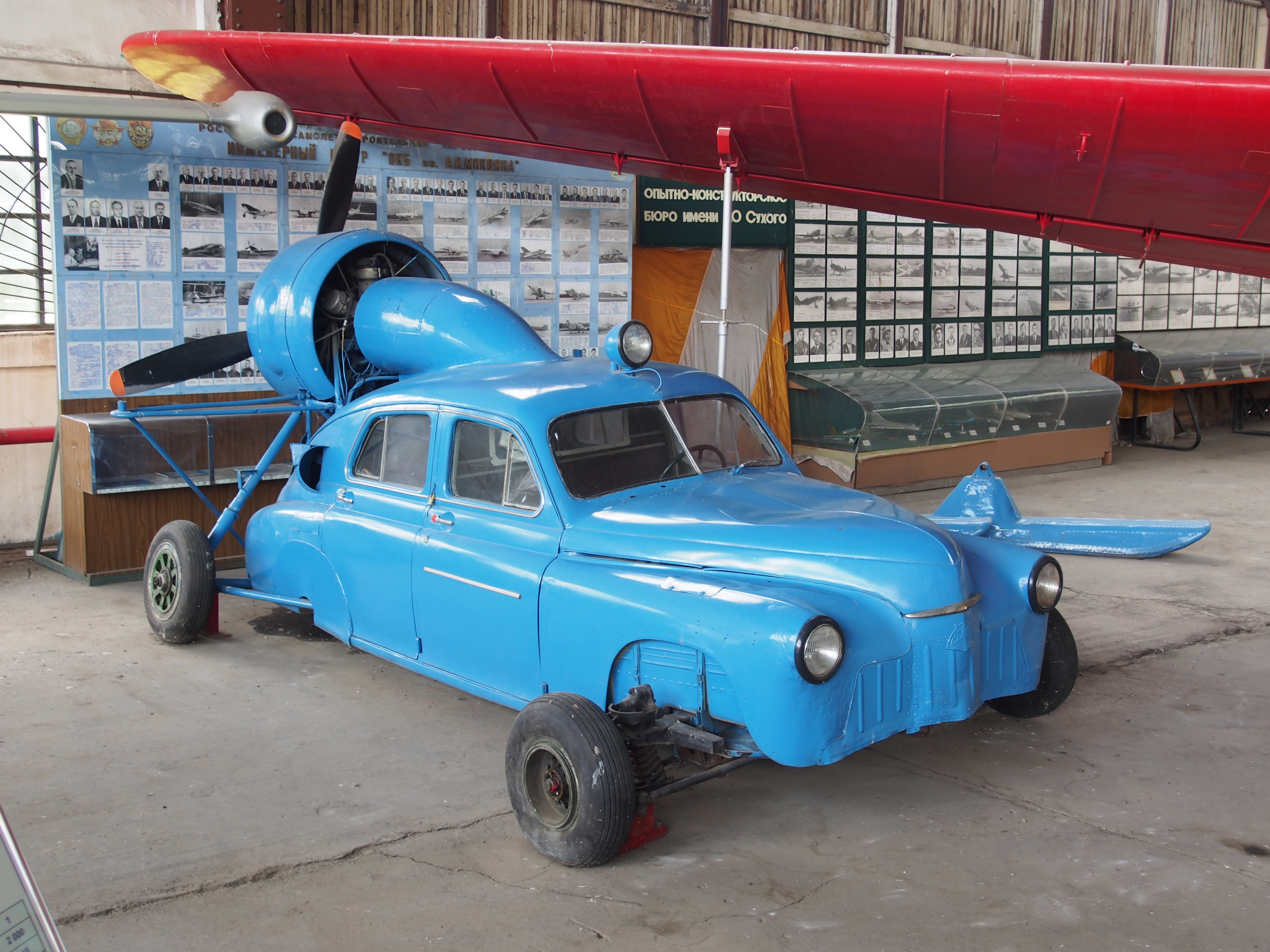
La Sever-2

Sever-2 (Север-2, in cirillico) è un tipo di aeroslitta progettata nel 1959 dall'ingegnere aeronautico I. Kamov, derivata dall'automobile GAZ-M20 Pobeda (ГАЗ-М20 Победа, in cirillico).
Consisteva in una autovettura GAZ-M20 su cui veniva montato, in posizione posteriore e sorretto da un apposito castelletto, un motore stellare Ivchenko AI-14 (in cirillico АИ–14) dotato di elica per la propulsione. I pattini potevano essere sostituiti con piccole ruote per l'uso su terreni non innevati.

## Storia
Verso la metà degli anni cinquanta del XX secolo le aeroslitte NKL-16 utilizzate per consegnare la posta e alcuni beni di emergenza nelle regioni settentrionali dell'Unione Sovietica erano ormai vetuste ed eccessivamente usurate per garantire il servizio. Il 16 marzo 1957 il Consiglio dei ministri dell'URSS ed il Comitato Centrale del Partito Comunista dell'Unione Sovietica emisero il decreto nº300, che conteneva misure per lo sviluppo economico delle regioni del Nord tra cui la questione dei mezzi per il servizio postale. Il decreto portò all'ordinanza nº 229 del 13 aprile, emesso dal Ministero dell'Industria aeronautica sovietico, che incaricava l'ufficio progettazione dell'ingegnere capo I. Kamov di progettare una nuova aeroslitta per il Ministero delle Comunicazioni sovietico.
Il 3 luglio del 1957 il viceministro delle Comunicazioni Sergeichuk approvò un capitolato d'appalto che conteneva le caratteristiche che avrebbe dovuto avere la nuova aeroslitta: cabina riscaldata per due persone, vano di carico separato con una piccola finestrella sbarrate, 500 kg di portata e 1,2 m³ di capienza; la nuova slitta avrebbe dovuto essere in grado di viaggiare ad una velocità di crociera di 40 km/h su un manto nevoso dello spessore di 200-300 mm.